# Hogstad
Hogstad (Swedish pronunciation: [ˈhɔkːsta]) es una localidad situada en municipio de Mjölby, provincia de Östergötland, Suecia. Cuenta con 241 habitantes, según el censo de 2010.